# メンテナンスロボット
メンテナンスロボット（英: Maintenance robot）は、設備や機械装置の保守点検を行うロボットであり、特に人間が常時作業できない環境（例：原子炉内、宇宙船内、高所や狭小空間内など）で使用される。主な機能には、検査（点検）、修理（補修）、清掃などが含まれる。

## 概要
メンテナンスロボットは、特許庁の分類上特殊環境用ロボットに含まれるが、産業用ロボットに該当する場合も考えられる。特に日本では人手不足解消や危険作業代替のニーズから開発が進んでいる。
- インフラ点検ロボット：橋梁やトンネルの老朽化調査。
- 点検ロボット：配管や設備の異常検出（例：画像センサや超音波センサ使用）。
- 補修ロボット：損傷部の修復作業。
- 清掃ロボット：工場や施設内の清掃。

## 市場規模
世界のロボット市場は2024年に428.2億ドルに達すると予測され、その中でサービスロボット（メンテナンスロボットを含む）は335億ドルと最大のセグメントを占める。
日本市場では、産業用ロボットのメンテナンス需要が高く、特に人手不足や労働コスト上昇を背景に、業務用掃除ロボット市場は2030年度に約2,000億円と予測されている。
また、インフラ点検ロボットは老朽化対策から需要が増加中とされている。

## 主なメンテナンスロボット
- インフラ点検ロボット[5]

トンネル点検ロボット
橋梁点検ロボット
配管点検ロボット
電線点検ロボット
ダム点検ロボット
- 風力発電機メンテナンスロボット（LEBO ROBOTICS製）

風力発電機のブレードを点検・修理（研磨/パテ塗布/塗装など）。風力発電で先行する欧州でもメンテナンスロボットの開発が進みつつあるが、事業化には至っていない中、同社は2020年までに日本で10箇所、アメリカで1箇所の実績を上げている。
- 高所調査ロボット[8]
- 閉鎖環境点検ドローン[9]
- 管渠検査ロボット「もぐりんこ」（石川鉄工所製）

鉄道線路伏び、各種配管、天井裏、水中、危険地帯の調査用に開発されたロボット。
- ミミズ型管内走行ロボット「Sooha(C)」（株式会社ソラリス製）

2025年5月10日リリース。小径管内を自走し、検査・清掃を同時に行う。空気圧人工筋肉（ソフトアクチュエータ）を使用し、工場や水道管で活用。
- 廃炉調査用4足歩行ロボット[12]
- 6本足ロボット

原子炉内の複雑な配管内を移動する設計。移動性が課題とされる。
これらのロボットは、画像センサーや超音波センサー、振動センサーなどを用い、異常検出や修復作業を支援する。特に「Sooha(C)」は、従来アクセス困難だった領域のリスク検出を可能にし、災害事故防止に寄与する。

## 主な企業
日本国内および海外で活動する主要企業を以下にまとめる（ロボットメンテナンスを含む）。
- LEBO ROBOTICS

風力発電機メンテナンスロボットの開発・運用。日本とアメリカで事業展開。
- 株式会社ソラリス

管内走行ロボット「Sooha(C)」の開発。中央大学中村太郎教授（ロボット工学）の研究を基に開発。
- 株式会社FAプロダクツ

産業用ロボットのメンテナンスサービス提供。日常点検や定期点検のノウハウを持つ。
- 三和電材株式会社

産業用ロボットの点検・メンテナンスの重要性を提唱。
- 株式会社ユニメック

ロボットメンテナンスサービス。ロボットの老朽化対策に注力。
- 日研トータルソーシング株式会社

ロボットメンテナンスの専門人材育成。
- 株式会社豊電子工業

FAシステムやロボットのメンテナンスサービス。ロボットの複雑化に対応。
これらの企業は、日本国内でのメンテナンスロボット市場を牽引しており、特にソラリスやLEBO ROBOTICSは最新技術の開発で注目されている。